# Степной (Краснозёрский район)
Степно́й — посёлок в Краснозёрском районе Новосибирской области. Входит в состав Октябрьского сельсовета.

## География
Площадь посёлка — 36 гектаров.

## Население
| 2002 | 2007 | 2010 |
| ---- | ---- | ---- |
| 278  | ↘237 | ↘204 |

## Инфраструктура
В посёлке по данным на 2007 год функционируют 1 учреждение здравоохранения и 1 учреждение образования.

## Известные уроженцы
- Константинов, Иван Спиридонович (1895—1964) — советский работник сельского хозяйства, Герой Социалистического Труда.